# Eudiaptomus atropatenus
Eudiaptomus atropatenus is een eenoogkreeftjessoort uit de familie van de Diaptomidae. De wetenschappelijke naam van de soort is voor het eerst geldig gepubliceerd in 1931 door Weisig.